# Air Guicango
Air Guicango ist eine angolanische Charterfluggesellschaft mit Sitz in Luanda und Basis auf dem Aeroporto Internacional Quatro de Fevereiro.

## Geschichte
Air Guicango betreibt seit Juni 2010 Regionalflüge in Angola. Im April 2011 wurde der Fluggesellschaft das Air Operator Certificate entzogen aufgrund von Sicherheitsmängeln.
Sie befindet sich auf der Liste der Betriebsuntersagungen für den Luftraum der Europäischen Union.

## Flotte
Mit Stand September 2024 besteht die Flotte der Guicango aus 1 Flugzeug.
| Flugzeugtyp     | aktiv | bestellt | Anmerkungen                                   |
| --------------- | ----- | -------- | --------------------------------------------- |
| Embraer EMB 120 | 0     | 0        | ehemalige Maschinen von Air Jet, Baujahr 1988 |
| Gesamt          | 2     | –        |                                               |

## Zwischenfälle
- Am 13. Oktober 2017 stürzte eine Embraer EMB 120 kurz nach dem Start ab. Die Maschine war am Freitag um 16:55 Uhr Lokalzeit am Aeroporto Kamakenzo in Dundo gestartet. Als Ziel hatte sie die Hauptstadt Luanda. An Bord befanden sich drei Besatzungsmitglieder und vier Passagiere. Gemäß Angaben der angolanischen Regierung meldete der Kapitän der Embraer E120 rund 15 Minuten nach dem Start Probleme mit einem Motor, danach soll es zu einem Brand gekommen sein. Und dann brach der Funkkontakt ab.[4]